# 사망유희
《사망유희》(死亡遊戱, Game of Death)는 1978년, 홍콩의 골든 하베스트와 콩코드 프로덕션이 공동으로 제작한 액션 영화로서 로버트 클라우즈 (Robert Clouse)가 감독, 각본을 맡았다. 영화가 모두 완성되기도 전에 주인공을 맡은 리샤오룽 (李小龍; 이소룡)이 요절하는 바람에 비운의 영화로 기억되는 작품이다. 《死亡的遊戱》(The Game of Death; 사망적유희)라는 제목을 사용하기도 한다. 대한민국에서는 1978년 5월 18일에 스카라극장에서 개봉하였다.

## 줄거리
연예인들을 상대로 거액의 돈을 상습적으로 갈취하는 범죄 조직이 인기 액션 배우 빌리에게도 위협을 가한다. 빌리는 자신의 출연작에서 화려한 액션 연기를 보여 주는 것뿐만 아니라 실제로도 무술 고수이다. 그런 빌리는 범죄 조직의 협박에도 꿈쩍하지 않는다. 그러자 범죄 조직의 두목 닥터 랜드는 살인 청부업자를 고용하여 빌리를 암살하려 하는데, 이는 곧 실패로 끝나게 된다. 다음 술책으로서 빌리가 현재 촬영 중인 작품에서 총격 씬을 찍을 때 옆에서 실제 총알을 쏘기로 작전을 세운다. 다행히 겨우 목숨을 건진 빌리는 이참에 자신이 그대로 죽은 것으로 위장한 뒤 닥터 랜드의 조직을 비밀리에 개인적으로 차례차례 소탕해 나가기로 마음 먹는다.

### 줄거리:2
중국 최고의 무술가 하이 티엔은 의문의 한국 공산당원들에게 여동생을 빼앗기고 서둘러 경호원들과 함께 당원들이
말했던 파고다 탑으로 향하여 무술 고수들을 거꾸러 뜨리라는 명을 받는다.
곧이어 하이티엔은 자신의 경호원들과 함께 파고다 탑으로 향하고, 수어명의 무술가들을 상대하고 당원들이 말했던
보물들과 그의 연인을 되찾아낸다.(in 사망적유희 오리지널 스토리,[Lee Mania])

## 출연진
- 이소룡 - 빌리 로
  - 김태정 - 대역
  - 원표 - 대역
  - 크리스 켄트 - 영어 목소리 대역
- 콜린 캠프 - 앤 모리스
- 딘 재거 - 랜드 박사
- 기그 영 - 짐 마셜
- 멜 노박 - 스틱
- 휴 오브라이언 - 스타이너
- 로버트 월 - 칼 밀러
- 홍금보 - 로 첸
- 댄 이노산토 - 고수 파스콸
- 지한재 - 합기도 고수
- 카림 압둘 자바 - 고수 하킴
- 척 노리스 - 영화 배우

## SBS 성우진
- 박기량 - 빌리(이소룡)
- 김현직 - 랜드(딘 자거)
- 온영삼 - 마셜(긱 영)
- 김병관 - 스테이너(휴 오브라이언)
- 한규희 - 스틱(멜 노박)
- 이종구
- 정동열
- 이봉준
- 강구한
- 성창수
- 김영훈
- 손원일
- 김정주
- 문관일

## 제작

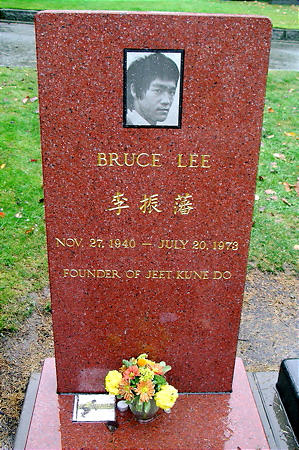
리샤오룽 (李小龍; 이소룡)의 묘비.
묘비에는 그의 본명인 리전판
(李振藩; 이진번)으로 표기되어 있다.

### The Game of Death(1972)
골든 하베스트와 이소룡이 대표로 있는 콩코드 프로덕션은 1972년《맹룡과강》(猛龍過江)을 성공리에 마치면서 곧바로 차기작을 기획하였다. 그 차기작에서도 이소룡이 감독, 각본, 제작을 모두 맡기로 했다. 1972년 당시 기획했던 영화의 내용은, 대한민국의 법주사 팔상전(국보 55호) 꼭대기에 강탈된 국보가 숨겨져 있다는 설정을 바탕으로, 각 층마다 기다리고 있는 세계 각지의 무술 고수들을 차례차례 싸워 이겨서 탑 위로 올라가 그 보물을 차지한다는 이야기였다. 제목은 《死亡的遊戱》(The Game of Death; 사망적유희)였다. 실제 한국으로 와서 현지 촬영까지 할 계획이었다. 제작진은 일단 먼저 세트 촬영분부터 찍었다. 그 뒤로 여러 우여곡절을 겪다가 결국엔 영화 제작이 중단되었다. 콩코드 프로덕션은 대신 미국의 워너 브라더스와 공동으로 영화《용쟁호투》(龍爭虎鬪; Enter the Dragon)를 제작하였다. 그러나 이소룡은 영화가 완성되고 개봉을 바로 앞둔 시점에 갑작스런 죽음을 맞이하게 되었다.
본래 계획대로라면 이소룡은 《용쟁호투》제작을 마친 뒤, 그 전에 중단되었던 《사망적유희》를 이어서 다시 만들려고 했다. 결과적으론 갑작스런 이소룡의 죽음으로 인해 어쩔 수 없이 온전하게 영화가 완성될 수 없게 되었다. 이 영화의 공동 제작사 골든 하베스트는 그렇다고 이 영화를 포기할 순 없었다. 이소룡의 마지막 작품이라는 커다란 상업적 가치가 잠재되어 있었기 때문이다. 제작사는 《용쟁호투》감독인 로버트 클라우즈를 그대로 데려와 각본과 감독을 맡겼다. 기존에 이소룡이 기획했던 것을 전부 바꿔, 전혀 다른, 완전히 새로운 영화로 만들 것을 주문했다.
1972년 당시 이소룡이 먼저 찍어 놓았던 분량 이외의 부분에서 이소룡을 대신해 연기할 대역 배우를 대대적으로 공개 모집하기도 하였다. 오디션을 많이 보았지만 적합한 배우를 찾지 못하던 중 한국 동아 흥행 (동아 수출 공사)의 이우석 대표가 당시 무명 배우인 김태정 (金泰正)을 데려가 오디션을 보았고, 제작사는 그를 이소룡 대역으로 최종 확정 지었다. 김태정은 "당룡 (唐龍)"이라는 예명으로 활동하였다.
이소룡이 촬영해 놓은 분량이 워낙 적어 어쩔 수 없이 대역이 영화의 90% 가까이 촬영을 해야 했다. 하지만 철저하게 김태정의 얼굴은 화면에 등장하지 않는다. 72년에 단역 및 스턴트 배우로 이 영화에 출연했던 훙진바오 (洪金寶; 홍금보; 훙캄보)는 이소룡 사후 다시 제작되는 과정에서는 무술 감독으로 보직을 변경했다.

## 특징
이 영화의 하이라이트는 종반에 벌어지는 계단형 격투 구조라 할 수 있다. 마치 게임처럼 맨 아래층에서부터 맨 윗층까지 한 층씩 올라가며 점차 강한 상대와 차례대로 대결을 벌이는 형식을 도입하였다. 이는 큰 반향을 불러일으켰으며 후대에도 많은 영향을 끼쳤다. 이 종반부에서 입고 나온 이소룡의 달라붙는 노란색 운동복은 쌍절곤과 함께 그의 상징이 되었다.
미국 NBA LA 레이커스 소속의 장신 농구 선수, 카림 압둘 자바가 극의 종반부, 주인공과 결투를 벌이는 상대 중 한 명으로 등장한 점이 이색적이다. 그는 실제 이소룡의 절권도 제자이기도 하다. 그 밖에 필리핀 출신의 무술가 댄 이노산토, 한국의 합기도 무술가 지한재도 이 결투 장면에서 함께 열연하였다.
국내판과 홍콩판, 미국판 DVD 편집본의 차이점: 국내판에서는 인물이 중국어로 말하고 홍콩판과 미국판에서는 영어로 말한다. 국내판과 홍콩판은 여러 장면이 삭제되었고 미국판에는 장면을 삭제되지 않았다. 미국판에는 액션 배경이 탑 안에서 2명의 동료와 함께 싸웠으나 국내판과 홍콩판에는 탑이 아닌 홍콩의 어느 식당에서 이소룡이 혼자서 싸웠다. 홍콩판과 미국판에는 지한재가 등장하는 장면이 나오는데 국내판에서는 지한재가 등장하는 장면이 삭제되었다. 그 이유는 홍콩판에서 5층 계단에 떨어져 죽은 한 명의 동료가 나왔기 때문이다. 그래서 댄 이노산토를 이긴 후 바로 카림 압둘 자바와 싸우게 되었다. 그리고 마지막 엔딩이 미국판은 최종 보스가 죽은 후 엔딩에 이소룡이 그 동안 출연했던 영화 장면이 나오지만 국내판과 홍콩판은 보스가 죽은 후 이소룡이 경찰에게 잡혀가는 장면으로 끝난다.

## 같이 보기
- 골든 하베스트
- 절권도
- 이소룡
- 김태정
- 원표
- 로버트 클루즈
- 더 스토리 (줄거리)